# 卡拉姆·貝諾內斯
卡拉姆·貝諾內斯（Karim Benounes，1984年2月9日—）一般称作卡拉姆，出生于法國，是阿爾及利亞职业足球运动员，司职前腰，现效力于中国足球超级联赛球会浙江綠城队。